# 교량

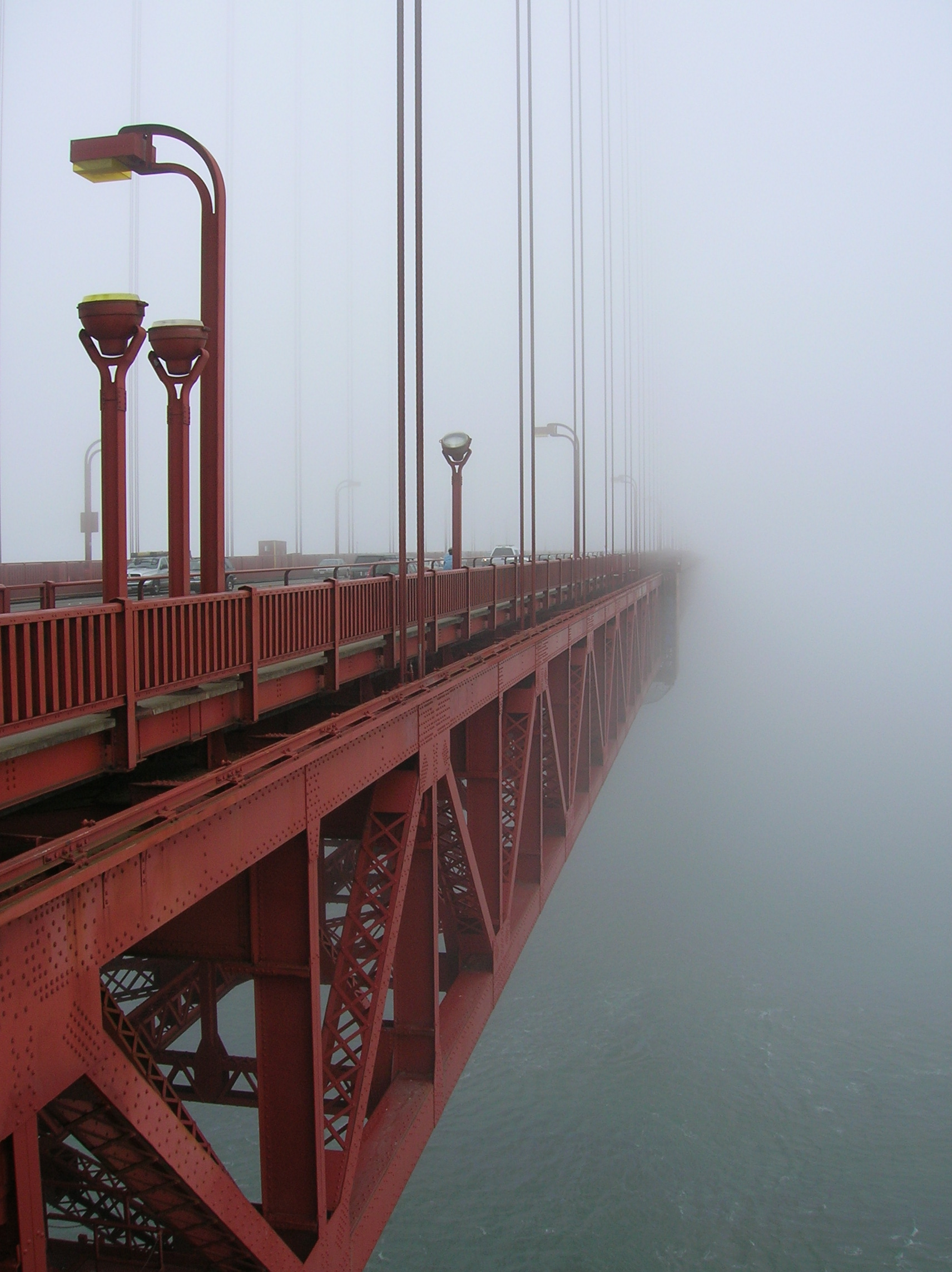
샌프란시스코의 골든 게이트 브리지

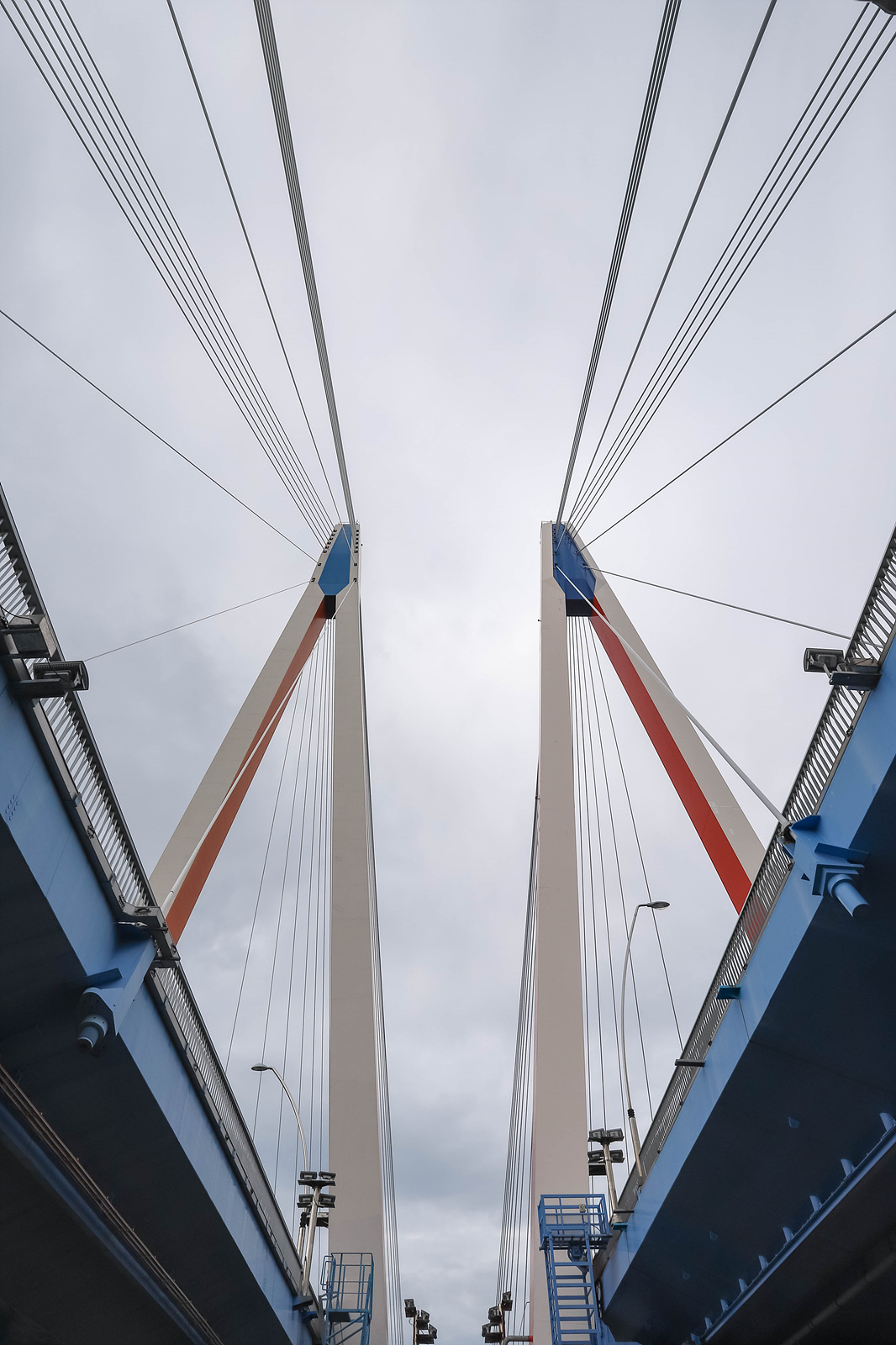
해남 진도대교/사장교

교량(橋梁, bridge) 혹은 다리는 도로, 철도, 수로 등의 운송로 상에 장애가 되는 하천, 계곡, 강, 호수, 해안, 해협, 등을 건너거나, 또 다른 도로, 철도, 가옥, 농경지, 시가지 등을 통과할 목적으로 건설되는 구조물을 총칭할 수 있다. 다리는 도로, 철도의 계획노선상의 장애물을 통과하는 것이 주된 목적이었으나, 인간의 생활이 풍족하여지면서 교량은 단순한 교통수단으로서의 기능만 갖는 것이 아니라, 인류환경에 중요한 부분을 차지하면서, 고대에서 현대에 이르기까지 문학과 예술작품의 대상이 되었다. 또한 다리는 한 도시의 문화유산이며, 아름다운 조형물로서 심미적, 환경적인 면에서 매우 중요한 기능을 갖고 있다.

## 어원
교(橋), 교량(橋梁)이 다리와 같은 뜻으로 쓰인다. 교(橋)는 양쪽 언덕 사이를 넘어가는 것을 뜻하고, 양(梁)은 나무를 걸쳐 물을 건너가는 것을 뜻하므로 모두 같은 뜻을 갖고 있다.
로마 사람들은 “다리는 하늘과 땅을 연결하는 상징”이라고 믿었으며, 이 시대에는 많은 다리가 신부(神父)에 의해 건설되었다. 대사제나 교황을 뜻하는 폰티프(영어: pontiff)는 라틴어 폰티펙스(pontifex)에서 유래된 고대 프랑스어 폰티프(pontif)에서 온 말인데, 이는 ‘다리’를 뜻하는 폰스(라틴어: pons)와 ‘만들다’는 뜻인 파키오(라틴어: faciō)가 합친 말이다.
동양에서는 많은 아치교가 절 앞에 만들어졌는데 이는 속세로부터 무지개를 타고 불국(佛國)으로 들어가는 것을 뜻한다.

## 역사
다리의 시초는 인류가 어로 활동을 하거나 이동할 때 시내나 늪을 건너기 용이하게 하기 위해 통나무나 큰 돌을 놓으면서였다. 징검다리는 가장 원시적인 형태의 다리이다. 기원전 약 3807년 경에 지어진 영국에 스위트 트랙과 기원전 약 3838년 경에 지어진 포스트 트랙이라는 원시적인 다리가 있다. 아치형 다리는 기원전 4000년 경 메소포타미아 지방에서 발견되었다.
목재 다리 중 가장 오래된 다리는 스위스 취리히 호수 상류에 있는 라퍼스빌-후르덴 목교(Holzbrücke Rapperswil-Hurden)다. 제담 서쪽에서 발견된 나무 더미는 기원전 1523년 경에 만들어 진 것으로 추정된다.

### 대한민국
대한민국에서 다리 기술이 본격적으로 발전하기 시작한 것은 삼국시대부터이다. 413년 《삼국사기》 신라본기의 〈실성이사금조〉(實聖履師今條)에 따르면 '신성 평양주 대교'라는 한국의 다리에 대한 최초의 기록이 나온다. 통일신라 시기『삼국사기』경덕왕 19년(760년)조에 "궁의 남쪽 문천(蚊川)에 '월정과 춘양'이라는 두 다리를 놓았다."라는 기록이 나오며, 현재 경주 춘양교지와 월정교지로 다리 터가 남아있다.
고려 시대의 다리는 선죽교, 진천 농다리가 대표적이다. 조선 시대에는 다양한 재료와 다양한 용도로 다리가 만들어졌다. 하폭이 넓은 강에는 나룻배를 이어 만드는 배다리도 놓았다. 대표적인 다리는 수표교가 있다.

## 분류

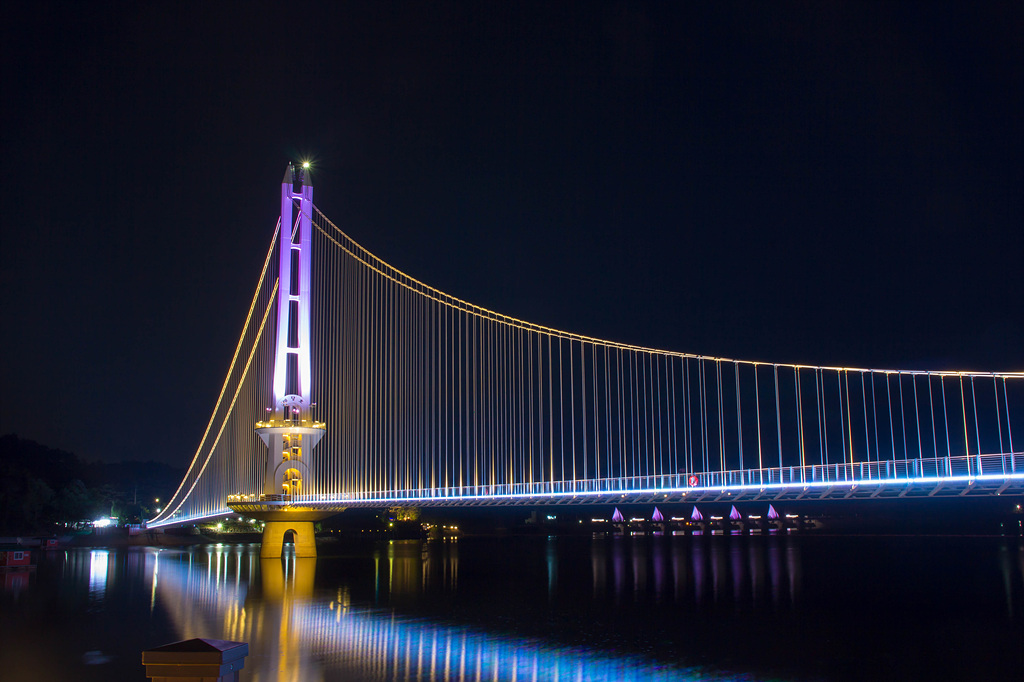
충남예당출렁다리-현수교

교량은 사용용도, 사용재료, 노면의 위치, 교량의 평면형상, 교량의 평면선형, 가설지점, 교량의 가동여부, 내용년수, 설계하중 구조형식 등에 따라 분류할 수 있며, 이를 복합적으로 고려하여 형식을 분류하기도 한다.

### 사용 용도에 따른 분류
- 도로교(道路橋): 도로를 개설할 때 가설하는 교량을 총칭하여 도로교라고 한다.
- 철도교(鐵道橋): 철도를 개설할 때 가설하는 교량을 총칭하여 철도교라고 한다.
- 보도교(步道橋): 사람을 통행시키는 교량을 말한다. [육교(구름다리), Viaduct]
- 수로교(水路橋): 용수로, 수력 발전 수로 등을 통과시키는 교량을 말한다.
- 공용교(共用橋): 2가지 이상의 용도로 가설하는 교량을 말한다. 일반적으로 철도 + 도로교를 의미한다.

### 노면의 위치에 따른 분류
- 상로교: 노면의 교량의 거더, 빔, 트러스, 아치 위에 있는 교량을 말한다. 우리 나라에 건설되어 있는 중소교량의 90% 이상이 상로교에 속한다.
- 중로교: 노면이 교량 상부구조 종다면의 중간부근에 있는 교량을 말한다. 중로교는 아치교, 트러스교 등의 형식에서 많이 적용되며, 우리나라의 한강상의 교량 중에 방화대교가 대표적인 예이다.
- 하로교: 교량의 노면이 교량 상부구조의 종단면 아랫쪽에 있는 교량을 말한다. 우리나라의 대표적인 하로교는 아치교로서는 한강대교, 트러스교로서는 동호대교, 동작대교가 있다.
- 이층교: 교량의 노면이 2층으로 나누어진 교량을 말한다. 우리나라의 대표적인 이층교는 광안대교가 있다.

### 구조에 따른 분류
- 거더교 또는 빔교 : 상부구조의 주체가 빔(Beam) 또는 거더(Girder)가 주체가 되는 교량을 말한다.
- 슬래브교 : 상부구조가 판으로된 교량 형식을 말한다.
- 격자교 : 상부구조가 가로보와 세로보를 격자모양으로 배치하고 노편을 슬래브로 한 교량을 말한다.
- 라멘교 : 교량의 하부구조와 상부구조가 일체로 된 교량의 형식을 말한다.
- 트러스교 : 트러스를 이용한 교량을 트러스교라고 한다.
- 아치교 : 교량의 주체인 아치 부재에 압축력만 발생케하는 아치구조의 성질을 이용한 교량형식이다.
- 현수교 : 현수교는 양단 주탑에 케이블을 걸고, 이 현수 케이블에 보강거더와 연결된 행어를 지지하는 형식의 교량형식이다.
- 사장교 : 케이블을 주요부재로 사용하는 구조물로 교량 중간의 교각이나 기초 위에 세운 주탑으로부터 경사된 인장재로 거더 또는 트러스를 지지하도록 하는 교량이다.
- 엑스트라도즈교: 사장교와 비슷하게 생겼으나, 주탑의 높이가 낮다.[4]

라멘교
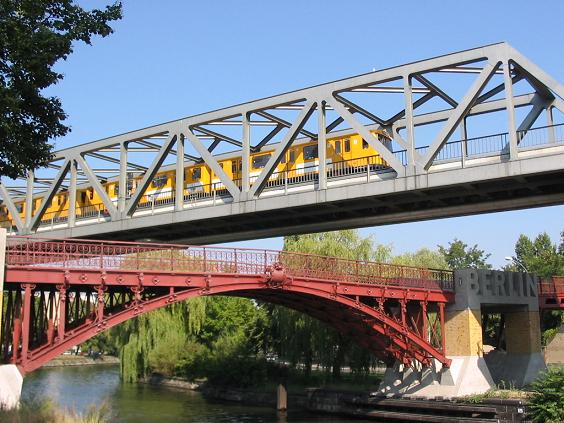
트러스교
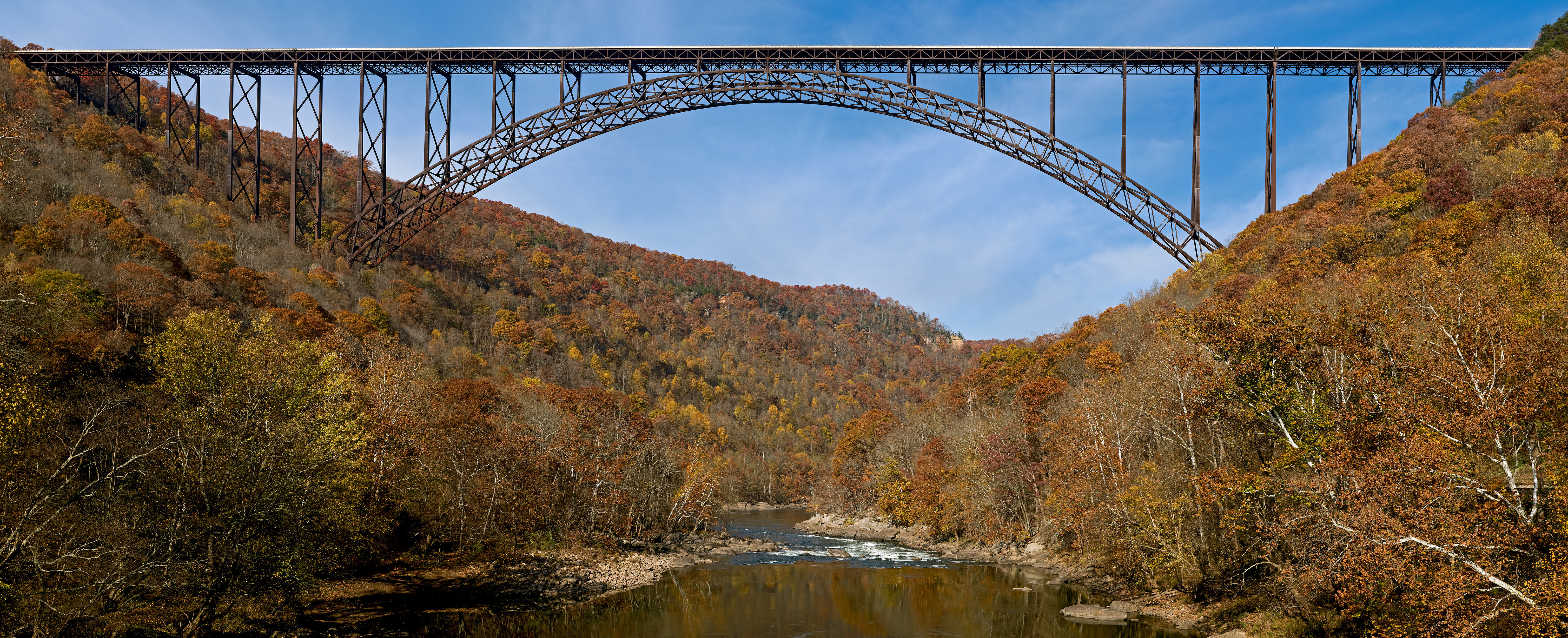
아치교
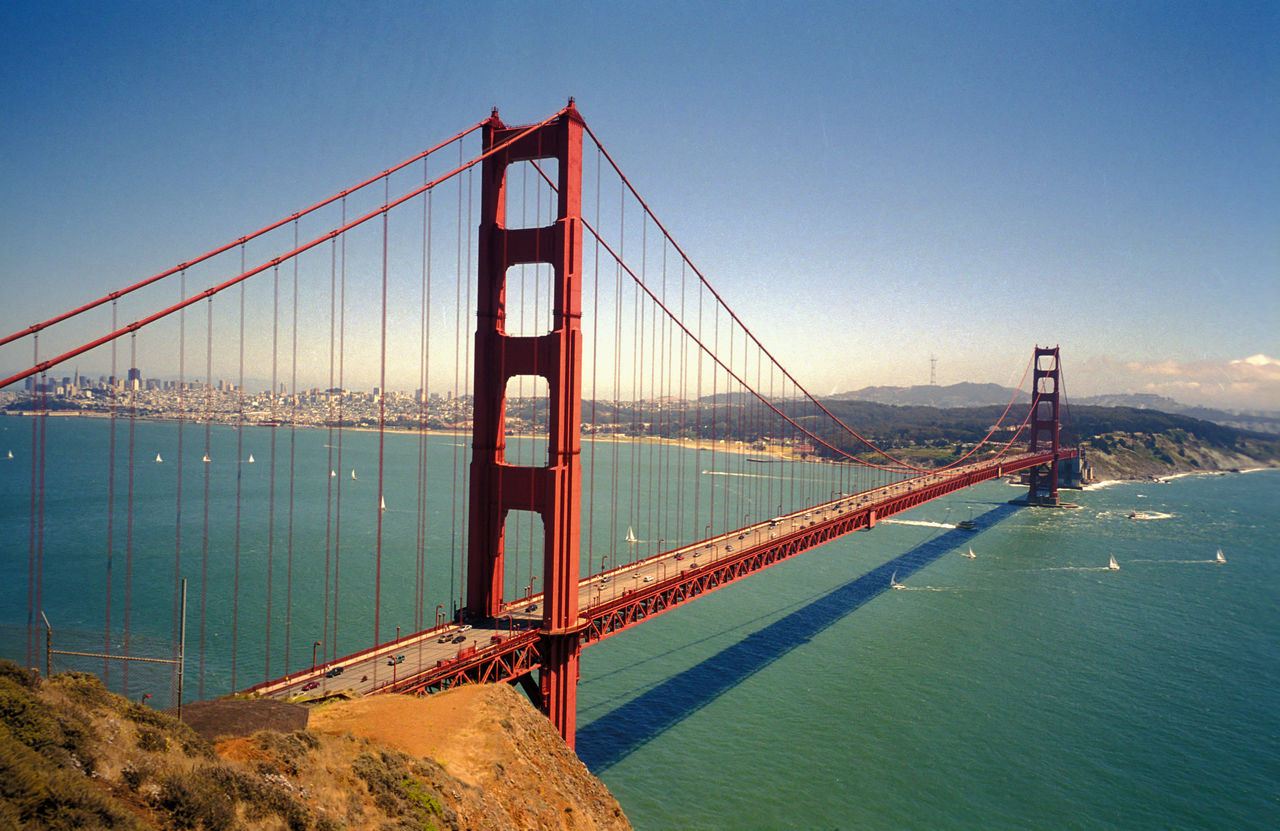
현수교
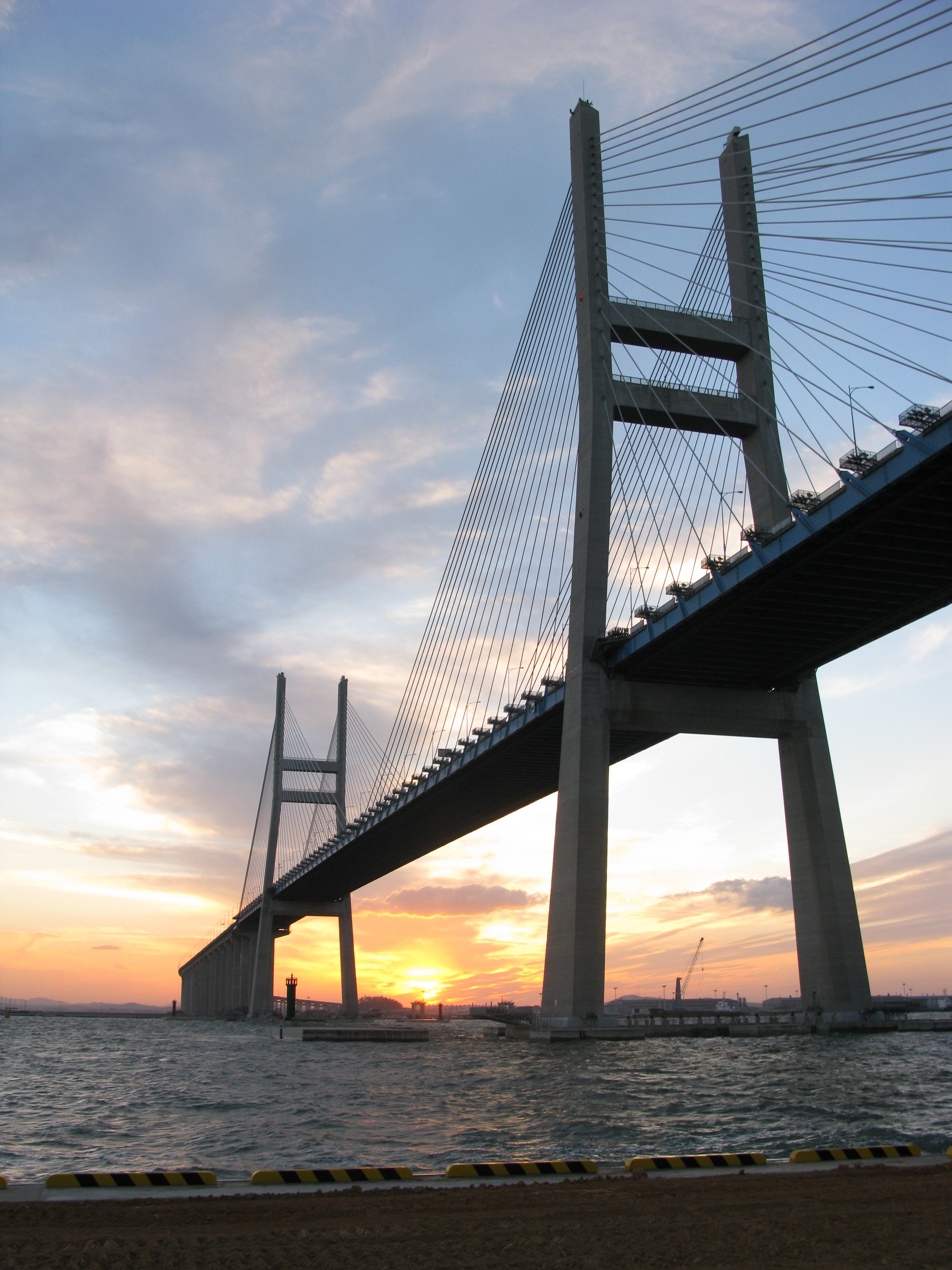
사장교
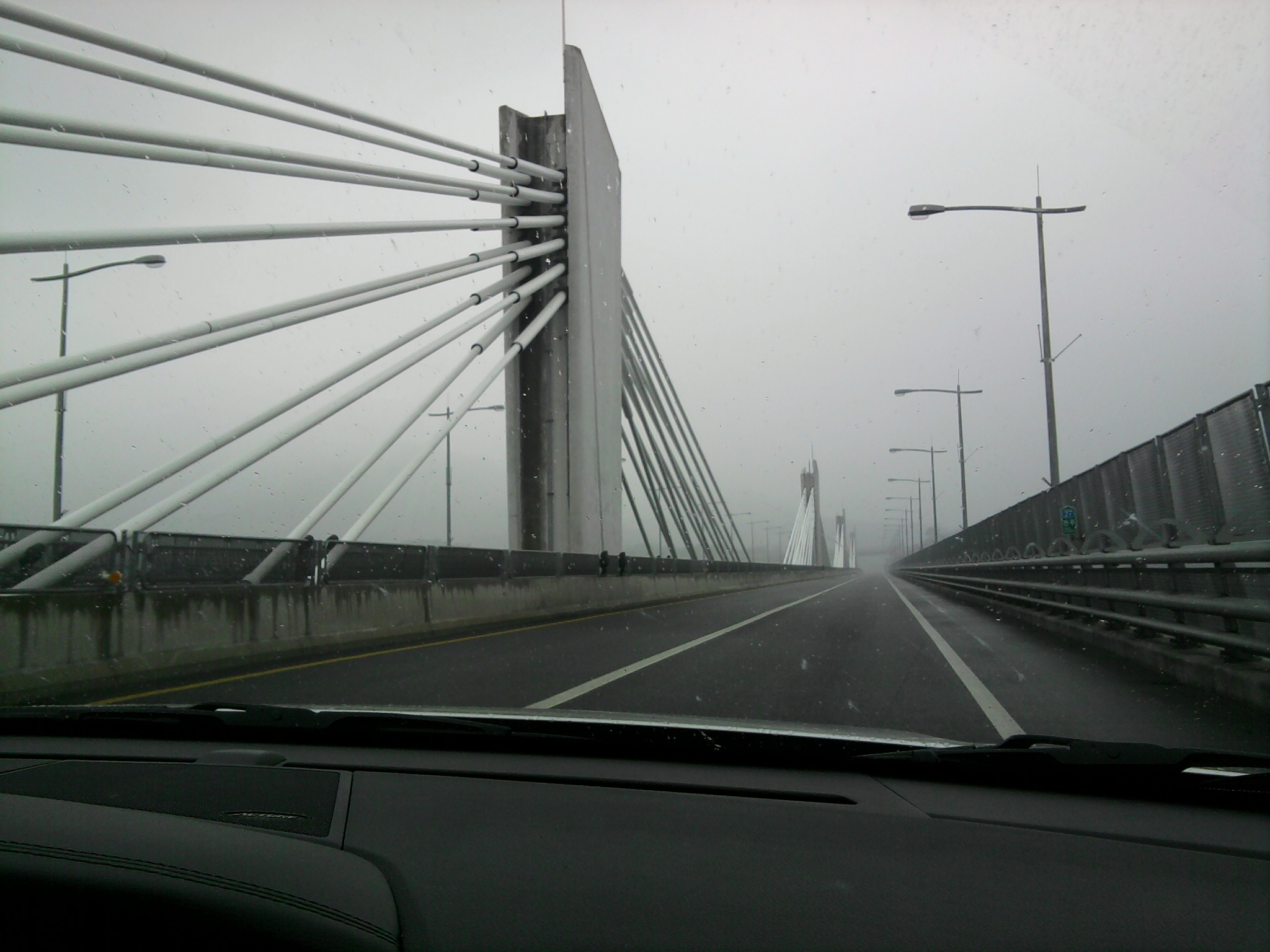
엑스트라도즈교

### 가설 위치에 따른 분류
- 해상교량: 바다에 건설되는 교량. 간단한 건설 순서는 기초 시공, 주탑 시공, 케이블 시공, 상판 시공, 노면 포장 순이다.[4]
- 하천교 : 하천을 통과하는 교량을 말한다.
- 육교 : 도로, 철도를 횡단하는 교량을 말한다.
- 고가교 : 도시의 시가지를 관통하거나 농경지 또는 기타 장애물을 횡단하는 교량을 말한다.
- 연륙교 : 육지에서 섬을 연결하는 교량을 말한다.
- 연도교 : 섬과 섬을 연결하는 교량을 말한다.
- 잠수교 : 하천에 가설되는 교량으로 노면이 평소에는 수면보다 위에 있지만 홍수시에는 교량의 상부노면이 수중에 잠기도록 가설한 교량을 말한다.
- 부교 : 수상에 배를 나란히 띄워놓고 그 위에 복공을 하여 차량이나, 사람이 통행할 수 있도록 건설된 교량을 말한다.
- 잔교 : 주로 항만의 선착장에 많이 건설하는 교량으로 교체에 보를 설치하여 슬래브를 붙이는 교량을 말한다.
- 부잔교 : 항만에 화물의 하역 및 승객의 승선을 위하여 설치하는 교량으로서 육안으로부터 어느정도 떨어져 Pontoon이라고 불리는 상자선을 띄어서 이것과 육지사이에 도교를 가설하여 연락하고, Poontoon에 배를 접안시키는 계선시설이다.

### 재료에 따른 분류
- 목교 : 목재를 사용하여 가설한 교량을 말한다.
- 석교 : 돌로 만든 교량으로서 지간이 짧은 경우에는 거더교, 지간이 긴경우에는 아치교 형식이 많다.
- 강교 : 강철로 된 구조용 압연강재를 사용하여 가설된 교량을 말한다.
- 철근콘크리트교 : 시멘트, 모래, 자갈 및 철근을 재료로하여 가설되는 교량이다.
- 프리스트레스트 콘크리트교(PSC 교) : 철근콘크리트교와 비슷하나, 강도가 큰 콘크리트를 사용하고, 고장력의 P.S 강재에 프리스트레스를 주어 내하력을 증진시킨 교량이다.
- 합성교 : 2가지 이상의 재료를 이용하여 교량의 상부구조를 건설하는 교량이다.

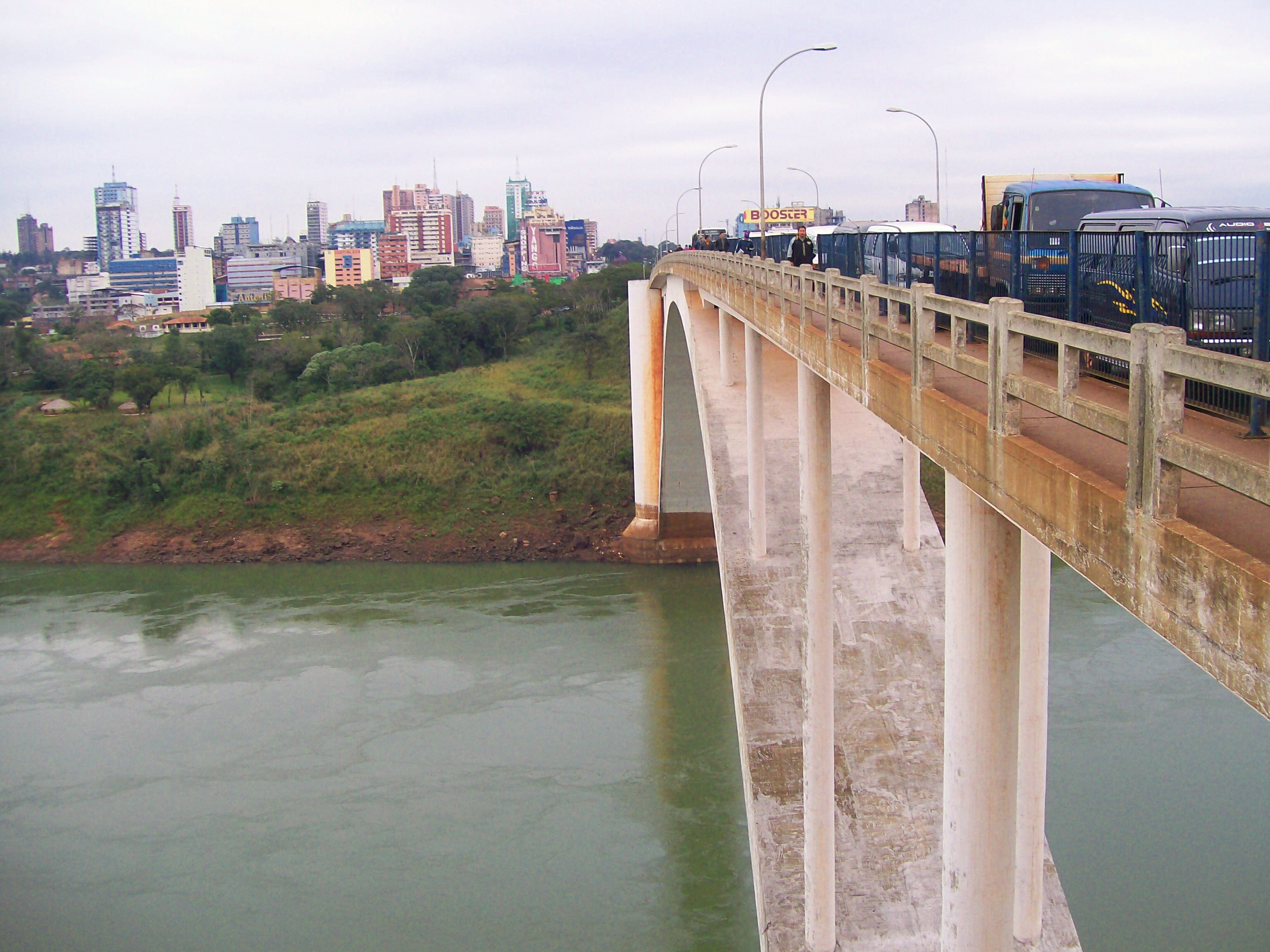
콘크리트교
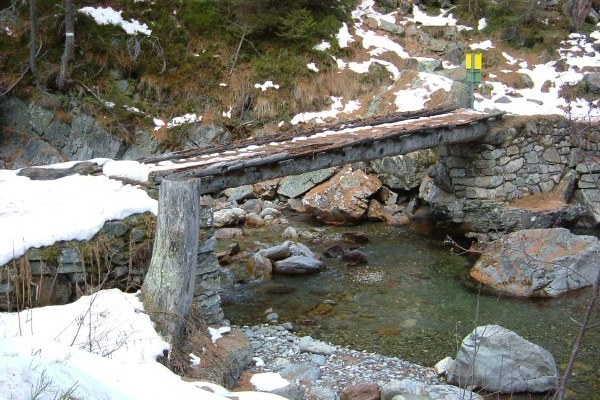
목교
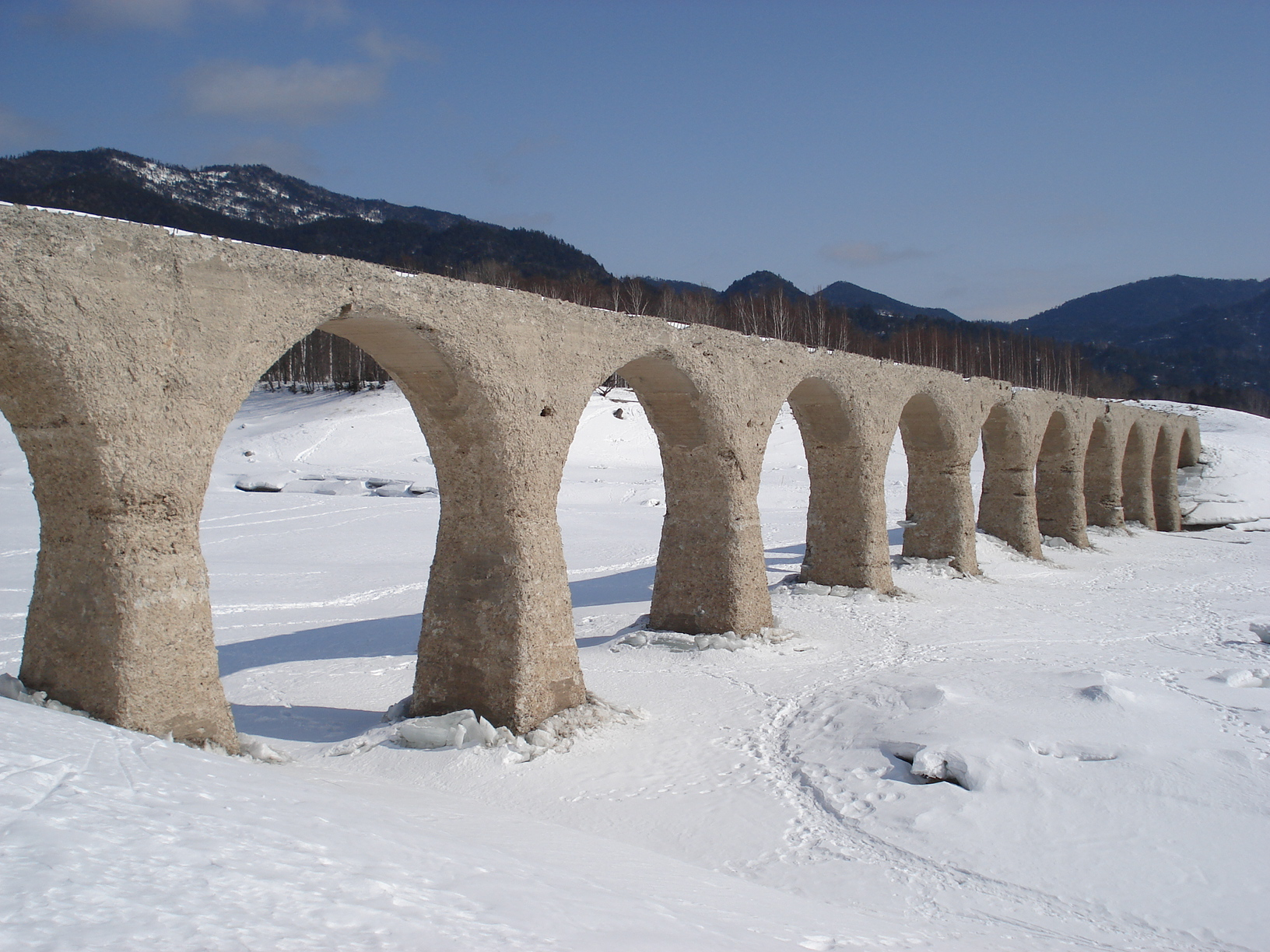
석교

### 기타 분류
- 교량의 가동여부에 의한 분류 : 도개교, 승개교(승강교), 선개교(선회교), 전개교
- 지점 조건에 의한 분류 : 단순교, 연속교, 게르버교, 3-힌지교, 2-힌지교, 1-힌지교
- 교량 상부구조 횡단면의 형상에 의한 분류 : 슬래브교, 중공 슬래브교, 박스 거더교, T-빔교, 프리캐스팅 빔교, I형교, 트러스교 등
- 내용 년수에 따른 분류 : 영구교, 임시교(가교), 응급교(복구교)
- 설계하중에 따른 분류 : 1등교, 2등교, 3등교

## 구조와 명칭
- 교각 : 상부구조의 하중을 기초에 전달한다.
- 주탑: 사장교나 현수교에서 주케이블이 연결되는 큰 철근콘크리트 또는 강구조 탑을 주탑이라고 한다. 주탑이 높을수록 사장교 또는 현수교의 케이블이 받는 하중이 작아진다. 같은 경간의 다리를 놓을 때 주탑이 높다면 케이블의 단면을 줄일 수 있어 경제적이고, 같은 케이블 단면으로 시공한다면 경간을 늘일 수 있는 장점이 있다.[5]
- 경간: 교대와 교각, 또는 교각과 이웃 교각 사이를 경간이라 하며, 이 거리를 '경간장'이라고 한다. 해협이나 협곡에 세워지는 교량은 교각을 여러 개 설치하기 쉽지 않기 때문에 경간장이 긴 교량일수록 높은 수준의 기술력을 요구한다.[4]
- 지간 : 경간과 비슷하나, 지지점 중심과 이웃 지지점 중심간 거리라는 점에서 다르다.
- 교대 : 다리의 양끝에 있는 벽체 형식의 지지구조물.
- 교좌장치: 상부구조와 하부구조의 연결구조물
- 접속슬래브(approach slab, approach cushion): 교량상부구조와 교량외부의 노면을 연결하는 구조물. 교량 외부의 도로를 구성하는 지반이 침하하게 되면 교량부분의 도로와 교량 외부 도로간에 높이차가 발생한다.(단차 발생) 이를 방지하기 위해 설치한다.

접속슬래브
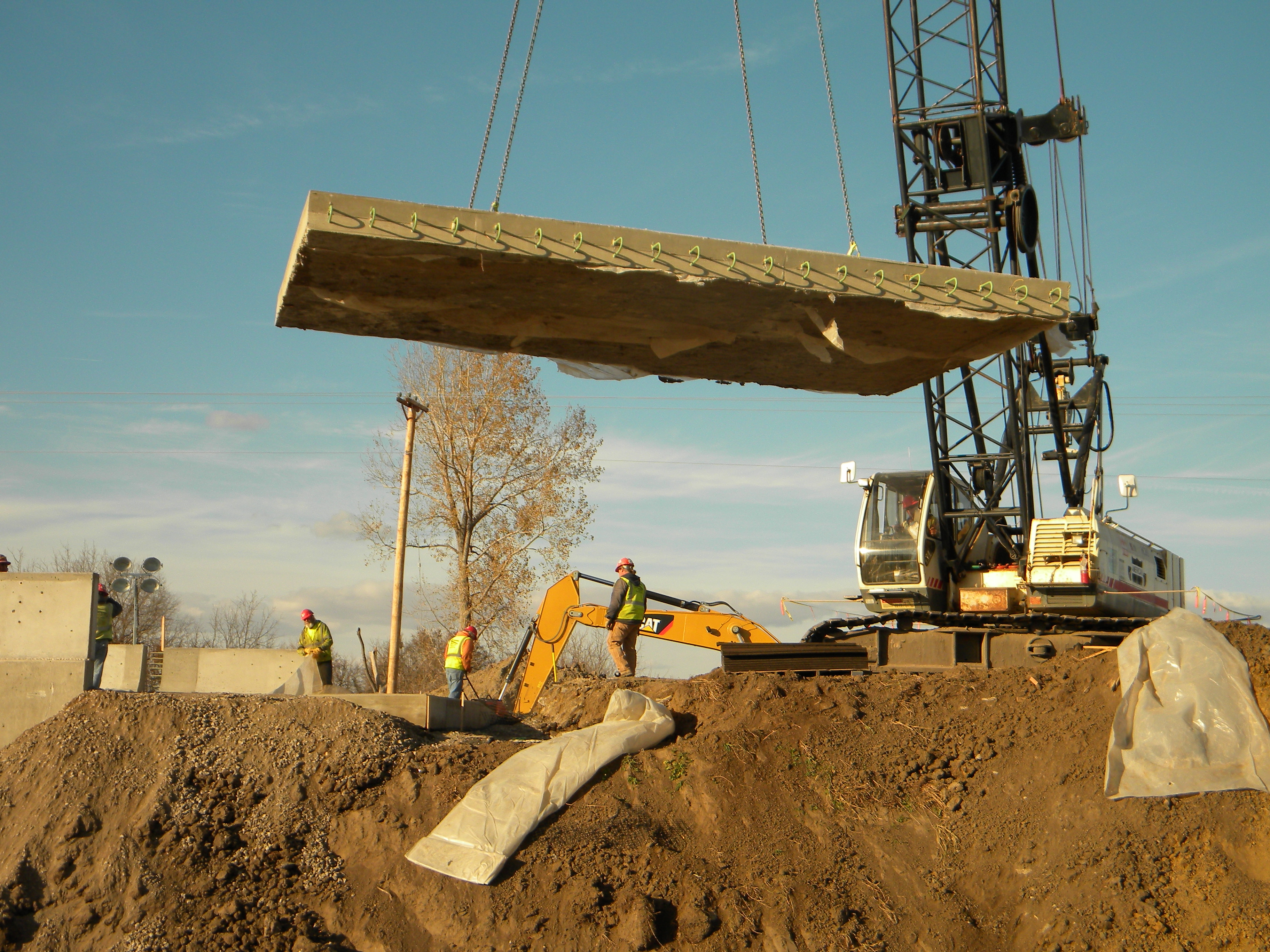
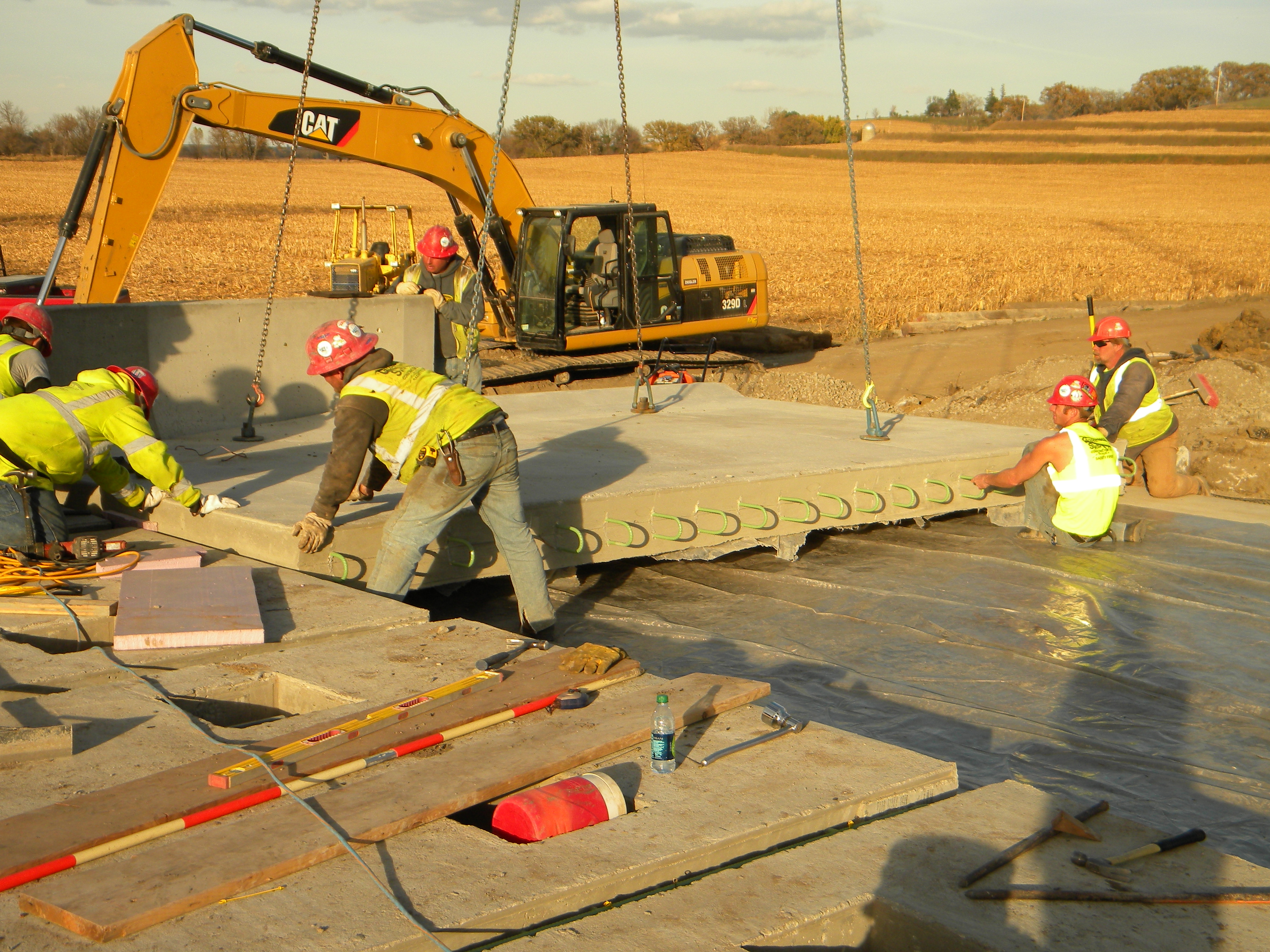
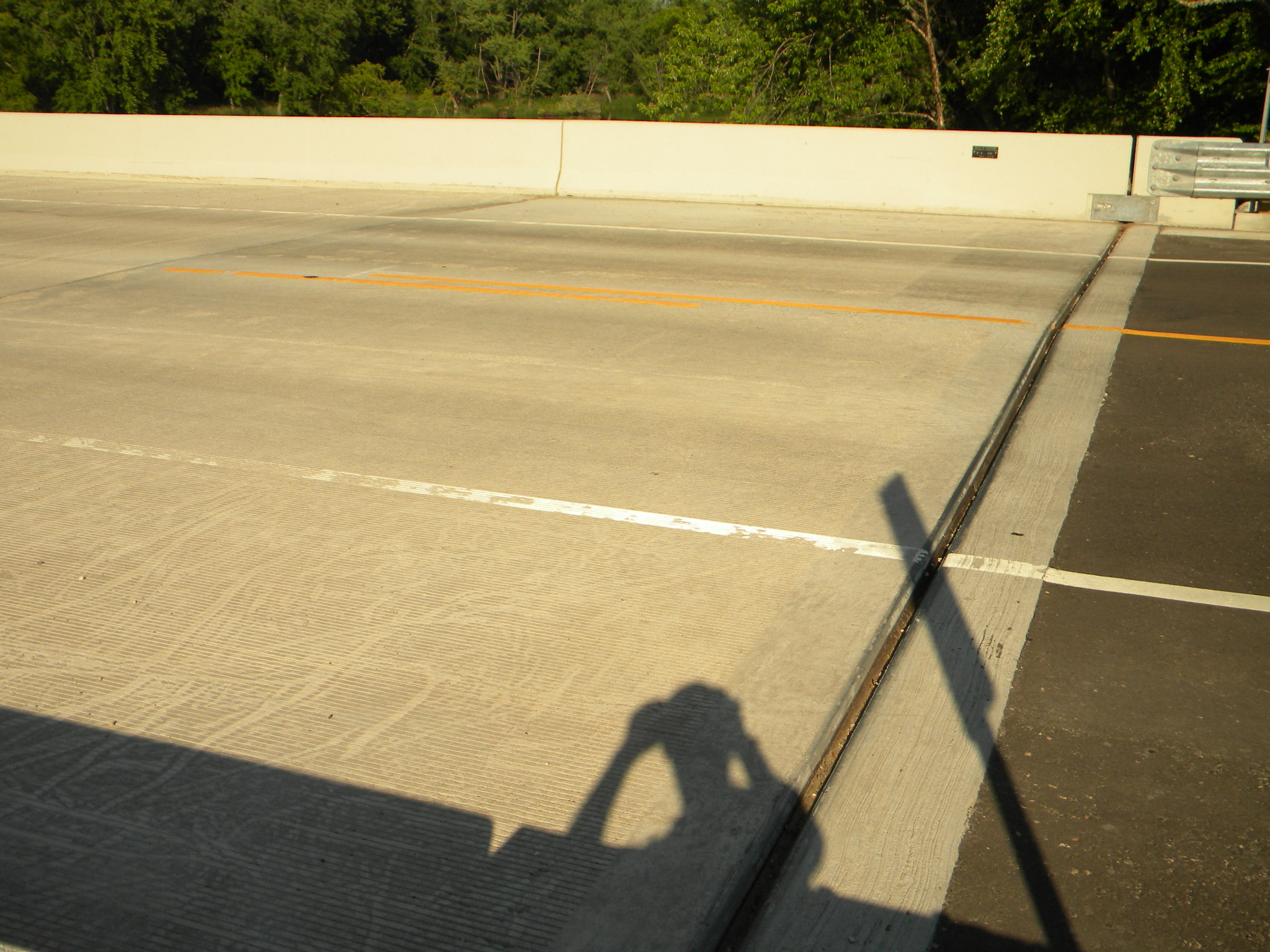

## 주요 다리 목록

### 한국

#### 옛 다리

##### 선죽교
개성시 선죽동 자남산 동쪽 기슭의 노계천에 있는 고려시대의 돌다리, 정몽주가 이방원의 일파에 의해 죽임을 당한 곳으로 유명하다.

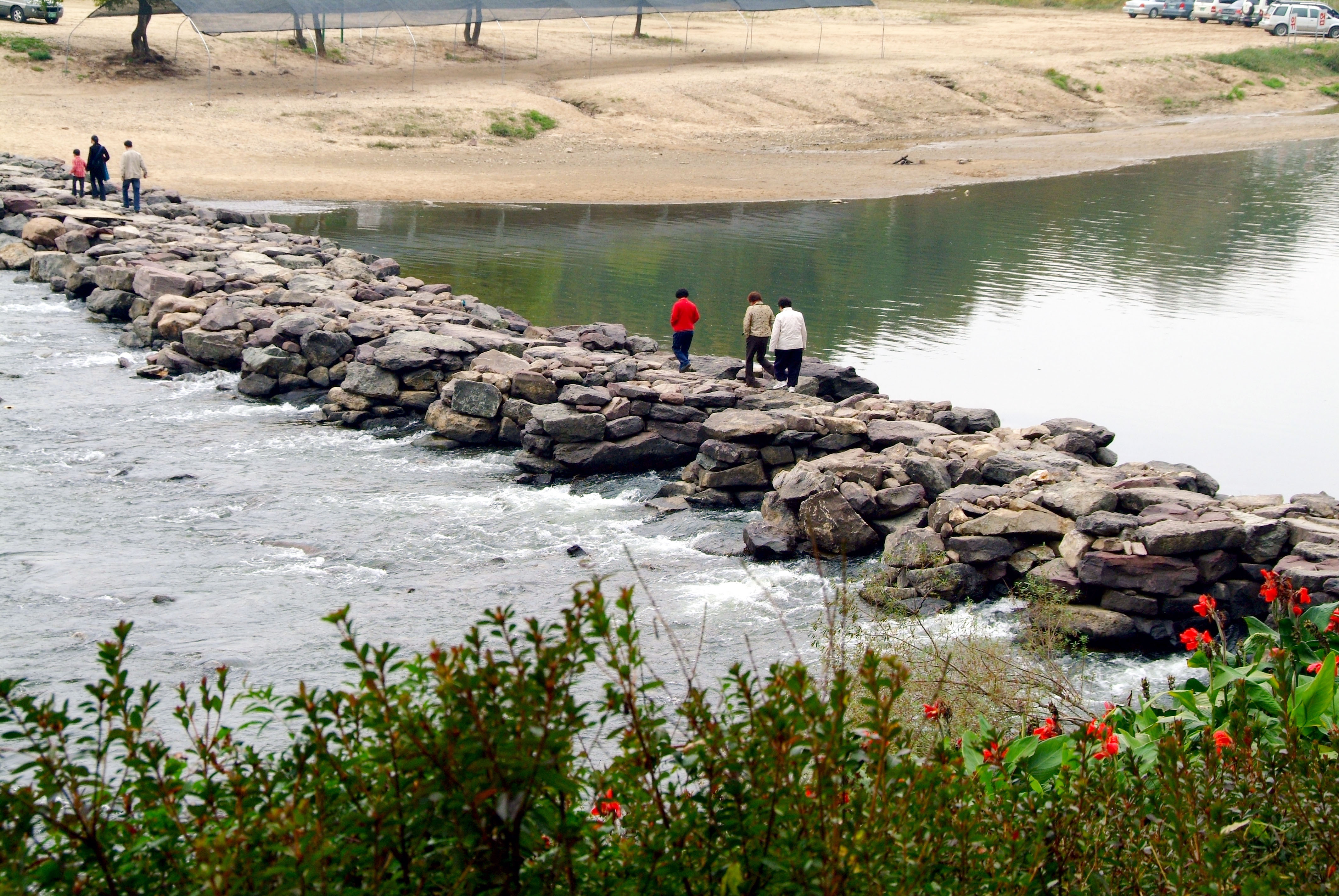
진천 농다리. 2007년 10월

##### 농다리
자연석으로 만든 한국에서 가장 오래되고 긴 다리로 지금까지 고려 고종 때의 권신인 임연 장군이 그의 전성기에 출생지인 구산동(현 진천군 구곡리 굴티)에서 약 200m 지점인 세금천에 세운 다리라고 전래되고 있다.

##### 독다리
전라남도 함평군 학교면(鶴橋面) 고막리(古幕里) 고막천(古幕川)에 있는 고려시대의 돌다리[石橋]로 보물1372호로 지정되어 있다. 한국 고유의 마루의 구조를 석교에 적용한 다리로 여러 차례 붕괴후 재건설되었다. 현재는 원래 길이의 절반정도만 원래의 석재를 이용하여 구성되어 있고 나머지는 새로운 석재로 재건된 상태이다. 목포에서 국도 1호선을 타고 나주로 가는 길에 함평 천지 휴게소를 지나있는 고막천상에 있어 잠깐 고개를 돌리면 볼 수 있다.

##### 살곶이 다리
세종(1420) 때 시작하여 성종(1493) 때 완성된 조선시대 최장(78m)의 다리로 현재 한양대학교 인근 성동천에 있다. 대원군이 경복궁을 중건할 때 남쪽부분의 석재를 징발하였기 때문에 (확실하지 않은 자료) 이 부분은 현대에 와서 다시 만들어 붙여 사용되고 있다.

##### 수표교
현재 장충단 공원에 있다. 1425년에서 1431년에 공사가 끝났다.

##### 벌교 홍교
'홍교(虹橋)' 또는 '무지개다리'는 아치교의 한국어 명칭이다. 벌교에 있는 이 다리는 벌교의 상징으로 여러 차례 재건되었고 조정래의 대하소설 태백산맥에도 등장한다.

##### 병영홍교
조선시대 삼남지방의 군사요충지인 강진의 병영성 인근에 있는 홍교이다.

##### 선암사 승선교
전남 순천의 선암사에 있는 홍교로 맑은 계곡물과 어우러진 아름다운 다리이다. 선암사를 들어가는 길은 계곡을 끼고 올라가는데 이 길이 계곡을 건너면서 홍교로 이어져 있다. 승선교와 승선교 아래쪽의 홍교등 2개의 홍교가 있다. 선암사의 명물로 2004년에 홍교를 재축조하고 이를 기념하는 행사를 가졌다.

##### 흥국사 홍교
전남 여천에 있는 흥국사에 있는 홍교로 남한에서는 가장 웅장한 모습을 갖고 있다. 홍교의 아래쪽으로는 용두라하여 용머리가 조각된 머릿돌이 있는데 이가 잘 보전되어 있다.

##### 고흥홍교
전남 고흥군 고흥읍에 있는 홍교로 옛 고흥성벽의 수문으로 보인다. 교량으로서의 의미는 적다고 할 수 있다.

##### 기타
많은 문헌에는 불국사의 청운교, 백운교를 한국 최고의 교량이라 하고 있는데 이는 교량이라기보다는 건축물에 부속된 조형물로 보는 것이 타당하다. 이밖에 창경궁이나 경복궁 등에 많은 석교들이 있으나 이 또한 조경적인 의미가 강하여 위에 언급한 다리들과 같이 통행이 주목적인 실용적인 다리와는 차별된다 할 수 있다.

#### 현대의 다리

##### 남해대교
남해대교는 경상남도 남해군 설천면(雪川面) 노량리(露梁里)와 하동군 금남면(金南面) 노량리를 잇는 다리로서, 대한민국 최초(1973년)의 현수교이다. 길이 660m, 너비 12m, 높이 52m이며 1968년 5월에 착공하여 1973년 6월 22일 준공되었다. 보강형은 3경간 힌지로 구성되어 있으며 유선형의 강상형으로 구성되어 있다. 이는 공기역학적인 고려때문으로 아시아에서 최초로 유성형 강상형을 보강형으로 사용한 교량이다. 설계는 일본회사가 하였으나 시공은 현대건설이 하였다. 교령이 40년 가까이 되었기 때문에 유지보수에 많은 노력을 기울이고 있다. 삼천포 대교가 준공되기 전에는 남해도를 출입하는 유일한 교량으로 중차량의 통행으로 많은 피로균열이 발견되었다. 현재 내부에 이의 보강을 위한 보강트러스가 설치되어 있다.

##### 돌산대교
1984년 12월에 준공된 돌산대교는 여수시 대교동과 여수시 돌산읍 우두리 사이를 잇는 교량으로 길이 450m, 폭 11.7m, 높이 62m의 사장교이다. 돌산대교와 진도대교는 일종의 쌍둥이 교량으로 동일한 시기에 동일한 설계사에 의해서 설계되었다. 설계사는 영국사이고 시공은 대림산업이 수행하였다. 조류가 세지 않은 내해에 설치된 교량으로 기초는 공기케이슨을 이용하여 시공되었다. 이런 이유에서 지상에 기초를 설치한 진도대교에 비하여 준공이 늦어졌다.

##### 진도대교
전라남도 해남군 문내면과 전라남도 진도군 군내면을 연결하는 사장교다. 총 길이는 484m에 교량이 11.7m이다. 1980년 12월 착공되어 1984년 10월 18일 개통하였다. 돌산대교와 동일한 단면형태를 가지고 있는 강사장교로서 설치되는 구간이 조류가 거센 울둘목이기 때문에 기초가 육상에 설치되었다. 시공사는 현대건설이다. 진도측에는 교량의 상징물로 진도개가 해남쪽에는 거북선이 설치되어 있다. 설계하중은 DB18로 현재 2등교이다. 그러나 2005년에 제2진도대교가 DB24의 설계하중으로 건설되었다. 2006년과 2007년 다리 동쪽으로 조력발전소를 설치를 위해 바지선으로 운송중이던 자켓구조물이 강한 물살에 떠밀려 진도대교에 충돌하였다. 1차 충돌은 큰 손상이 없었으나 2차충돌에서 케이블 정착구가 직격되면서 케이블에 손상이와 케이블을 교체하였다.

##### 서해대교

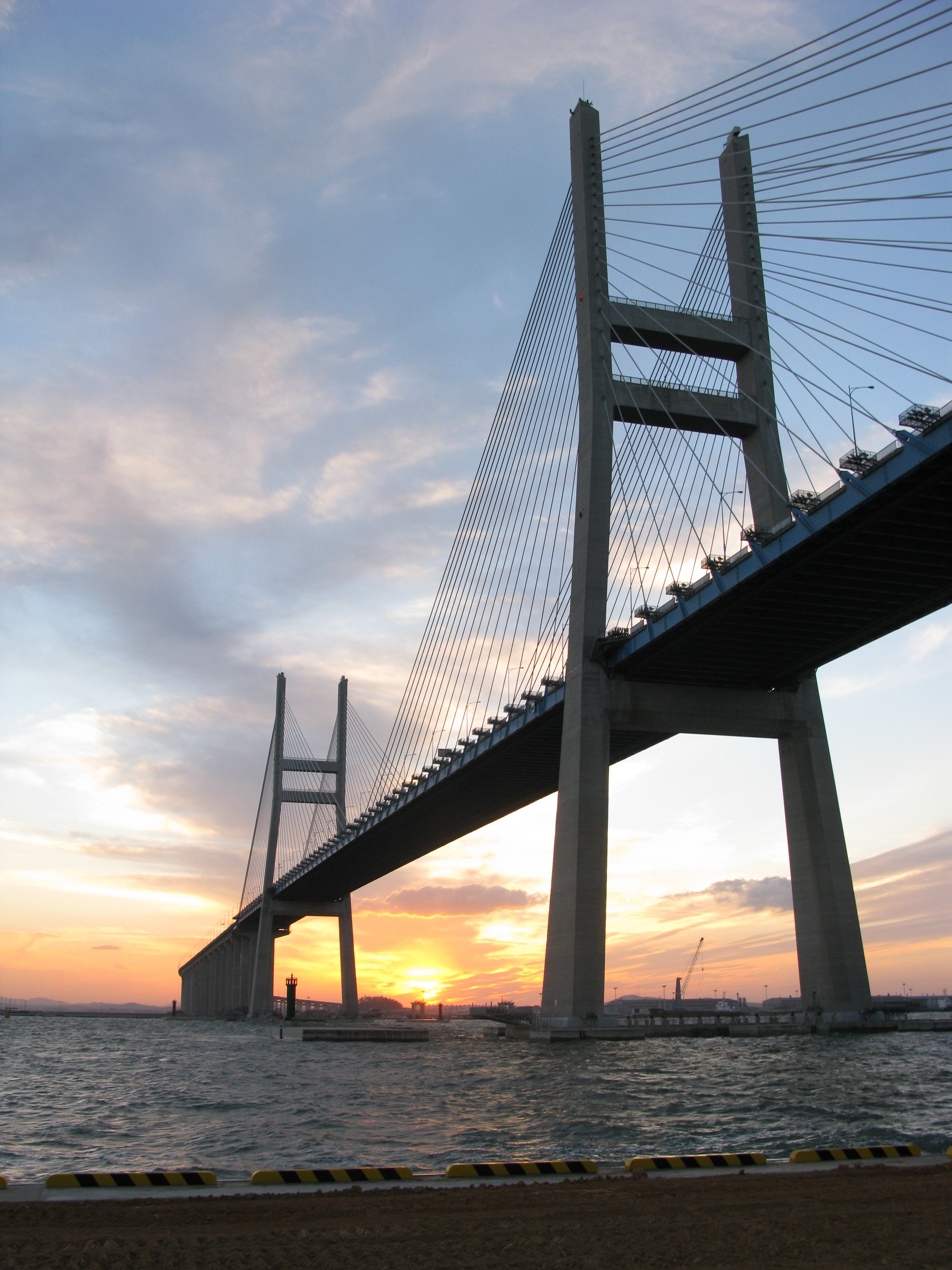
서해대교

경기도 평택과 충청남도 당진을 잇는 사장교이다.

### 한국 외
- 외레순 다리 - 덴마크와 스웨덴, 덴마크 코펜하겐과 스웨덴 말뫼를 잇는 다리
- 아카시 대교 - 일본, 1.9km에 이르는 세계에서 경간이 가장 긴 다리
- 보스포루스 브리지(Bosphorus Bridge) - 터키, 아시아와 유럽을 잇는 다리
- 컨페더레이션 브리지(Confederation Bridge) - 캐나다, 얼음이 어는 하천 교량 중 가장 긴 다리.
- 포스 레일웨이 브리지(Forth Railway Bridge) - 스코틀랜드, 켄틸레버교로 세계에서 가장 유명 .
- 골든 게이트 브리지(Golden Gate Bridge) - 미국, 현수교 다리 중 가장 유명.
- 더 아이론 브리지(The Iron Bridge) - 영국, 세계 최초의 강철교(鋼鐵橋).
- 루푸대교- 중화인민공화국, 강철아치교 중 가장 긴 다리.
- 마하트마 간디 세투 - 인도, 도하교 중 세계에서 가장 긴 다리
- 메나이 현수교 - 웨일스, 도로용 현수교로 세계 최초의 다리
- 미요교(Millau Viaduct) - 프랑스, 도로용 다리로는 세계에서 가장 높다.
- 피낭 대교 - 말레이시아, 동남아에서 가장 긴 다리.
- 퀘벡 브리지(Quebec Bridge) - 캐나다, 캔틸레버교로 세계에서 가장 큰 다리.
- 샌프란시코-오클랜드 만 대교 - 미국,
- Sundial Bridge - USA, a dramatic single cantilever spar cable stayed span for pedestrians.
- 하버 브리지(Sydney Harbour Bridge) - 오스트레일리아, 아치교와 현수교를 결합한 형식의 다리, 시드니의 상징으로 오페라 하우스와 함께 잘 알려진 다리.
- 타코마 브리지(Tacoma Narrows Bridge) - 미국, 공기역학효과로 무너진 다리 중 가장 유명.
- 타워 브리지 - 런던, 영국, 런던시의 상징이 된 다리.

## PSC 교량 가설방법
저교각 소경간 교량은 동바리를 이용하여 상부구조를 제작하는 FSM 공법(Full Staging Method), 즉 재래식 동바리공법으로 교량 가설하지만, 고교각 및 대경간으로 갈수록 동바리를 쓰지 않는 아래와 같은 가설 공법으로 교량을 시공한다.
- 현장타설
  - FCM 공법(Free Cantilever Method): 외팔보 공법
  - MSS 공법(Movable Scaffolding System): 이동식 비계(지보) 공법
  - ILM 공법(Incremental Launching Method): 연속 압출 공법
- Precast
  - PSM 공법(Precast Segment Method): 프리캐스트 세그먼트 공법
  - PGM 공법(Precast Girder Method): 프리캐스트 거더 공법

## 갤러리

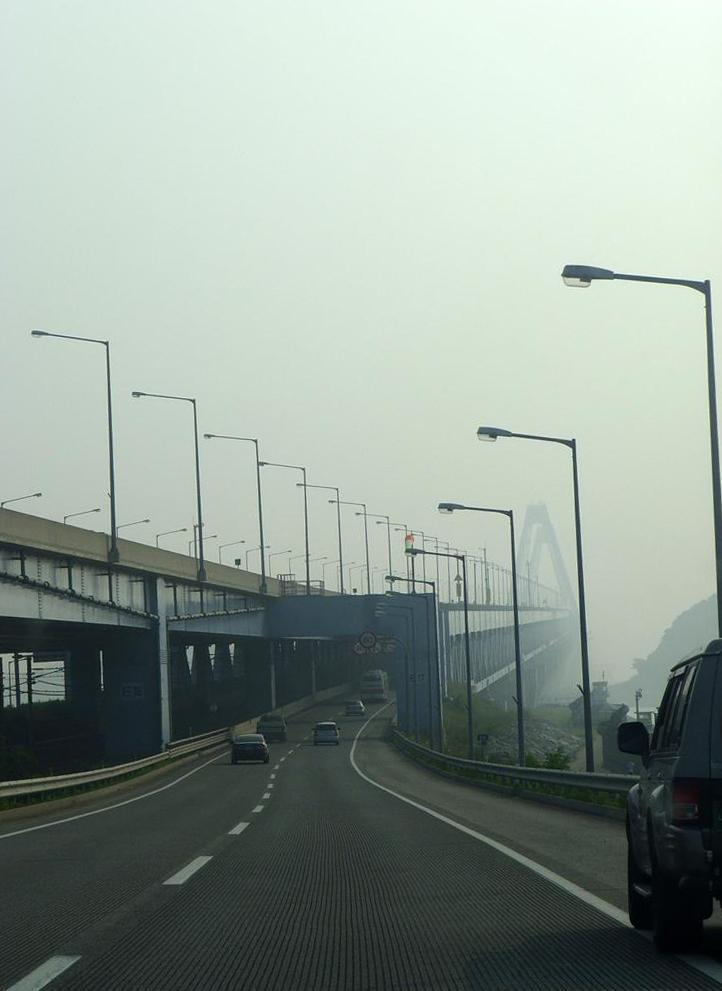
영종대교 하부의 모습 (1)
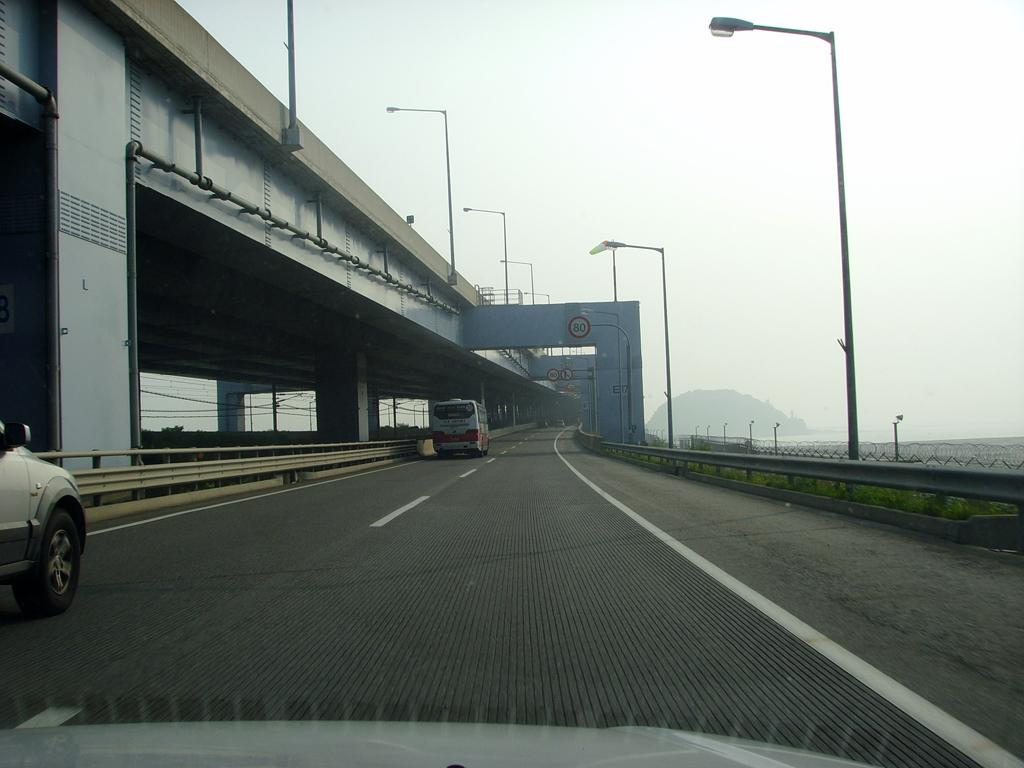
영종대교 하부의 모습 (2)

## 같이 보기
- 최대경간장에 따른 교량 목록

## 주해
1. ↑  농다리는 신라 시대에 만들어졌다는 설도 있다.

## 참고 자료
- 박영태 (2019). 《토목기사 실기》. 세진사.